# Nexø kommun
Nexø kommun (även Neksø kommun, danska: Neksø Kommune) var en kommun i Bornholms amt i östra Danmark. Kommunens centralort var staden Nexø.

## Administrativ historik
Nexø kommun bildades i samband med kommunreformen 1970 genom en sammanslagning av Nexø stad, Svaneke stad och de tre landskommunerna Bodilsker, Ibsker och Poulsker.
Den 1 januari 2003 gick kommunen upp i den då nybildade Bornholms regionkommun.

## Socknar
Inom Danska folkkyrkan var dåvarande Nexø kommun indelad i fem socknar:
- Bodilskers socken
- Ibskers socken
- Nexø socken
- Poulskers socken
- Svaneke socken

Socknarna ingår i Bornholms prosteri i Köpenhamns stift.

## Borgmästare
- Preben Holm-Jensen, 1 april 1970–31 december 1989[2]
- Svend Gunnar Kofoed-Dam, 1 januari 1990–31 december 1993[2]
- Annelise Molin, 1 januari 1994–31 december 2002[2]

Denna lista hämtas från Wikidata. Informationen kan ändras där.